# Diospyros grandifolia
Diospyros grandifolia är en tvåhjärtbladig växtart som beskrevs av Nathaniel Wallich och Voigt. Diospyros grandifolia ingår i släktet Diospyros och familjen Ebenaceae. Inga underarter finns listade i Catalogue of Life.